# Karl von Ergert
Karl von Ergert (* 1795 in Gabel; † 16. Juli 1865 in Prag) war ein österreichischer Offizier und  Kavalleriekommandant während des Risorgimento 1848–1849.

## Leben
Ergert wurde in die wohlhabenden Verhältnisse einer Ratsherren- und Fabrikantenfamilie geboren und studierte zunächst Philosophie an der Karls-Universität in Prag. Dort war er Mitglied der Prager Studentenlegion, die sich am Kampf gegen Napoleon beteiligte. Das Unternehmen seiner Familie wurde durch die Napoleonische Kriege schwer in Mitleidenschaft gezogen (siehe Franz Ergert), was vermutlich den Entschluss Ergerts förderte, am Befreiungskampf teilzunehmen. Er meldete sich freiwillig und wurde Kadett im Chevauxlegers-Regiment Nr. 4, den berühmten Windischgrätz-Dragonern.
Ergert erhielt seine Feuertaufe bei Schlettstadt (1815). 1821 zog sein Regiment nach Neapel, wo er als Brigade-Adjutant des Generalmajors Baron von Taxis fungierte. Danach folgten lange Friedensjahre in verschiedenen Garnisonen.
Bei Ausbruch der piemontesischen Revolution 1848 in Oberitalien trug Ergert als Kommandant einer Division seines Regiments wesentlich zur Erhaltung der Festung Mantua und damit zur erfolgreichen Niederhaltung der Revolution in der Stadt und Region Mantua bei. Ergert führte u. a. auch für den Festungskommandanten General Gorzkowski, der nicht der italienischen Sprache mächtig war, die Verhandlungen mit der fanatisierten Bevölkerung. Anschließend befehligte er seine Division mit Auszeichnung bei den Gefechten um Castelnuovo und bei der Schlacht von Santa Lucia.
Bei der siegreichen Schlacht von Novara 1849 war Ergert Kommandant der 2. Majors-Division seines Regiments, welche die Avantgarde des 4. österreichischen Armeekorps bildete. Mit dieser sicherte er durch eine eigenmächtige Aktion gegen feindliche Artillerie den gefährdeten Übergang des Korps über die Agogna-Brücke. Bei der dabei durchgeführten Attacke wurde sein Pferd unter seinem Leibe von einem Granatsplitter getroffen. Das Korps durchbrach nach dem Übergang über die Agogna erfolgreich die rechte Flanke der Piemontesen. Ergert hatte am Tag nach der Schlacht die Ehre, mit seinen Chevauxlegers an der Spitze der österreichischen Truppen in die Stadt Novara einzureiten.
Ergert kommandierte später noch zeitweise das Dragoner Regiment Nr. 6 „Graf Ficquelmont“. Jedoch aufgrund eines jahrelangen Hüftleidens erhielt er kein eigenes Regimentskommando mehr und nahm 1856 den Abschied. Sein Sohn war ebenfalls Kavallerieoffizier in der österreichischen Armee.